# Janine Niépce
Janine Niépce (Meudon, 12 de febrero de 1921 – 5 de agosto de 2007) fue una fotógrafa y periodista francesa. Su carrera abarcó desde el desarrollo de películas para la Resistencia francesa hasta la cobertura del movimiento de liberación de las mujeres en la década de 1970.

## Biografía
Janine Niépce era pariente lejana de Nicéphore Niépce, pionero de la fotografía.
En 1944, se graduó en la Sorbona. Fue oficial de enlace involucrada en la liberación de París después de la Segunda Guerra Mundial. En 1946 se convirtió en fotógrafa profesional. Ella y la suizo-francesa Sabine Weiss, casi contemporánea, trabajaron como las únicas mujeres fotoperiodistas en la Agencia Rapho junto a Robert Doisneau, Édouard Boubat, Denis Brihat, Jean Dieuzaide, Bill Brandt, Ken Heyman, Izis, André Kertész, Yousuf Karsh, Jacques Henri Lartigue, Willy Ronis, Emile Savitry, Fouad Elkoury. Estuvo influenciada por Henri Cartier-Bresson.
En la década de los 70, su trabajo se centró particularmente en el movimiento de liberación de la mujer.
En 1981 Niépce fue nombrada a la Caballería de las Artes y las Letras. En 1985, se convirtió en Caballero de la Legion d'Honor.

## Publicacieones
Janine Niépce publicó al menos 20 libros de fotografías. Los más recientes fueron:
- Niépce Duras (Éditions Actes Sud, 1992)
- Les années femmes (Éditions de la Martinière, 1993)
- Mes années campagne (Éditions de la Martinière, 1994)
- Images d’une vie (Éditions de la Martinière, 1995)
- Les vendanges (Éditions Hoëbeke, 2000)
- Françaises, Français, le goût de vivre (Éditions Imprimerie Nationale Actes Sud, 2005)

## Exhibiciones
- 2003 Galería Debelleyme, venta de grabados firmados
- 2004 Venta en la galería Artcurial durante el Mois de la Photo
- 2006 Exposición «Douce France» en el Museo de Auxerre.